# Metrópoles (jornal)
Metrópoles é um portal de notícias brasileiro lançado em 8 de setembro de 2015, com sede em Brasília. Em 2023, o portal ficou entre os três melhores sites de notícia do Brasil na categoria "Notícias e Jornalismo" do Prêmio iBest, uma iniciativa de votação popular voltada ao universo digital.
Dados da plataforma SimilarWeb mostram que o portal figura entre as 50 páginas de mídia e notícias mais acessadas do Brasil.
O portal Metrópoles foi eleito o veículo de comunicação mais premiado do Brasil em 2020 e 2022, segundo o ranking anual do Jornalistas & Cia, que considera premiações nacionais e internacionais de jornalismo. Até então, apenas a Folha de S.Paulo havia conseguido desbancar a TV Globo, tradicional líder do ranking.
Desde sua criação em 2015, o portal acumula cobertura de prêmios nacionais e internacionais, incluindo o Prêmio Latino‑Americano de Jornalismo de Investigação (Colpin, 2022), condecorações da Sociedad Interamericana de Prensa (SIP), e o Prêmio Roche, da Fundação Gabo em 2020. Foi também finalista do True Awards em 2021 e do Global Shining Light Awards em 2023, e recebeu indicações ao Prêmio Gabo em 2018, 2021 e 2023.

## História
A ideia do Metrópoles começou em abril de 2015 quando a redação da Veja Brasília encerrou as atividades na capital federal. O empresário Luiz Estevão convidou a repórter especial da revista Lilian Tahan para ser a diretora de redação de um site de notícias ainda sem nome. A primeira redação foi composta basicamente por jornalistas da extinta Veja Brasília, do Correio Braziliense e do Jornal de Brasília.
Entre maio e setembro daquele ano, a equipe de 40 funcionários desenvolveu as diretrizes editoriais, o nome, a logo, o conceito e o design do site. O Metrópoles entrou no ar em 8 de setembro de 2015, com foco na cobertura do Distrito Federal e forte ênfase na prestação de serviços. Na época, a redação ficava localizada em uma casa no Lago Sul.
Com um ano e meio de vida, o Metrópoles se tornou líder de audiência no DF. Em janeiro de 2017, o portal apareceu em primeiro lugar nacional e regional entre os players do DF, com 5,2 milhões de usuários únicos. Os dados foram coletados no ranking da Comscore para acessos multiplataforma. No mês de fevereiro daquele ano, quase 30 milhões de páginas do Metrópoles foram visualizadas, segundo o Google Analytics.
Em 2021, a redação cresceu e mudou de endereço: se instalou em três andares de um prédio comercial no centro da capital federal. O site também passou por uma reformulação editorial. A empresa de comunicação contratou colunistas como Guilherme Amado, Igor Gadelha, Leo Dias, Ricardo Noblat e Rodrigo Rangel, abrindo também sucursais em São Paulo, Rio de Janeiro e Goiás e mantém uma rede de sites afiliados espalhados pelo país que abastecem o portal  com o conteúdo de suas regiões.
A sucursal de São Paulo passou, em novembro de 2022, a ser chefiada pelo jornalista Mário Sabino. O diretor da sucursal reestruturou a área, contratou 15 jornalistas renomados e montou uma redação física na capital paulista. Em janeiro de 2024, o jornalista Fabio Leite assumiu o comando da operação e a sucursal ganhou nova sede, dobrando o número de profissionais.
No mesmo ano, com o intuito de aumentar a sua área de atuação, o grupo de comunicação lançou o Metrópoles Music. O braço de entretenimento da empresa levou para a capital federal grandes espetáculos nacionais e internacionais do mundo da música como The Killers, Kiss, Deep Purple, Joss Stone, Dionne Warwick, Marisa Monte, Giulia Be e Diana Krall.

## Prêmios de jornalismo
Desde a inauguração, o Metrópoles tem colecionado prêmios nacionais, internacionais e locais.  
| Ano  | Reportagem                                                               | Categoria     | Resultado |
| ---- | ------------------------------------------------------------------------ | ------------- | --------- |
| 2022 | Exclusivo: funcionárias denunciam presidente da Caixa por assédio sexual | Grande Prêmio | Vencedor  |

| Ano  | Reportagem                                                               | Categoria     | Resultado |
| ---- | ------------------------------------------------------------------------ | ------------- | --------- |
| 2023 | Exclusivo: funcionárias denunciam presidente da Caixa por assédio sexual | Large Outlets | Finalista |

| Ano  | Reportagem                               | Categoria | Resultado |
| ---- | ---------------------------------------- | --------- | --------- |
| 2023 | Viaje al centro de Odebrecht y Lava Jato | Cobertura | Indicado  |
| 2021 | Onde vai parar o Lixo Reciclado          | Inovação  | Indicado  |
| 2018 | As faces das chacinas no cárcere         | Inovação  | Indicado  |

| Ano  | Reportagem                                                  | Categoria                          | Resultado      |
| ---- | ----------------------------------------------------------- | ---------------------------------- | -------------- |
| 2023 | Ouro Líquido                                                | Cobertura de Notícias na Internet  | Vencedor       |
| 2021 | Carros-fortes, homens indefesos                             | Cobertura de Notícias na Internet  | Vencedor       |
| 2021 | Meninos-soldados: a infância a serviço do tráfico de drogas | Cobertura de Notícias para Celular | Menção Honrosa |
| 2020 | O levante dos ribeirinhos                                   | Meio Ambiente                      | Vencedor       |

| Ano  | Reportagem                                     | Categoria           | Resultado |
| ---- | ---------------------------------------------- | ------------------- | --------- |
| 2020 | Elas por elas                                  | Cobertura Diária    | Vencedor  |
| 2020 | As mães da Zika abandonadas no coração do país | Jornalismo Digital. | Finalista |

| Ano  | Reportagem           | Categoria                | Resultado |
| ---- | -------------------- | ------------------------ | --------- |
| 2021 | Arautos do evangelho | Reportagens em Português | Finalista |

| Ano  | Reportagem                                        | Categoria                           | Resultado      |
| ---- | ------------------------------------------------- | ----------------------------------- | -------------- |
| 2022 | A rota do tráfico humano na fronteira da Amazônia | Produção Jornalística em Multimídia | Menção Honrosa |
| 2020 | Elas por elas                                     | Produção Jornalística em Multimídia | Finalista      |
| 2020 | Carros-fortes, homens indefesos                   | Produção Jornalística em Multimídia | Finalista      |

| Ano  | Reportagem                                                            | Categoria     | Resultado |
| ---- | --------------------------------------------------------------------- | ------------- | --------- |
| 2022 | A rota do tráfico humano na fronteira da Amazônia                     | Webjornalismo | Vencedor  |
| 2022 | Um quarto no Jacarezinho                                              | Webjornalismo | Finalista |
| 2022 | Amor nos tempos do cárcere                                            | Estudantes    | Finalista |
| 2022 | Garimpo ilegal de ouro no rio Madeira                                 | Fotografia    | Vencedor  |
| 2022 | A rota do tráfico humano na fronteira da Amazônia                     | Fotografia    | Finalista |
| 2021 | Revisão Criminal – O crime da 113 Sul                                 | Grande Prêmio | Vencedor  |
| 2021 | Revisão Criminal – O crime da 113 Sul                                 | Rádio         | Vencedor  |
| 2021 | Policial morto em operação no Rio deixa mãe de cama, vítima de um AVC | Fotografia    | Vencedor  |
| 2021 | Após 20 dias de fuga, Lázaro Barbosa é morto pela polícia em Goiás    | Fotografia    | Finalista |
| 2020 | Meninos-soldados: a infância a serviço do tráfico de drogas           | Voto on-line  | Vencedor  |
| 2020 | Meninos-soldados: a infância a serviço do tráfico de drogas           | Webjornalismo | Vencedor  |
| 2019 | Quando a polícia adoece                                               | Grande Prêmio | Vencedor  |
| 2019 | Carros-fortes, homens indefesos                                       | Webjornalismo | Vencedor  |
| 2019 | Senhoras das dores                                                    | Webjornalismo | Finalista |
| 2018 | Lula encarcerado                                                      | Webjornalismo | Vencedor  |
| 2018 | Órfãs de terra-mãe                                                    | Webjornalismo | Finalista |
| 2018 | Biografia de um crime sem castigo                                     | Webjornalismo | Finalista |
| 2017 | Cobertura da operação Panatenaico                                     | Webjornalismo | Vencedor  |

## Caso do Painel Digital

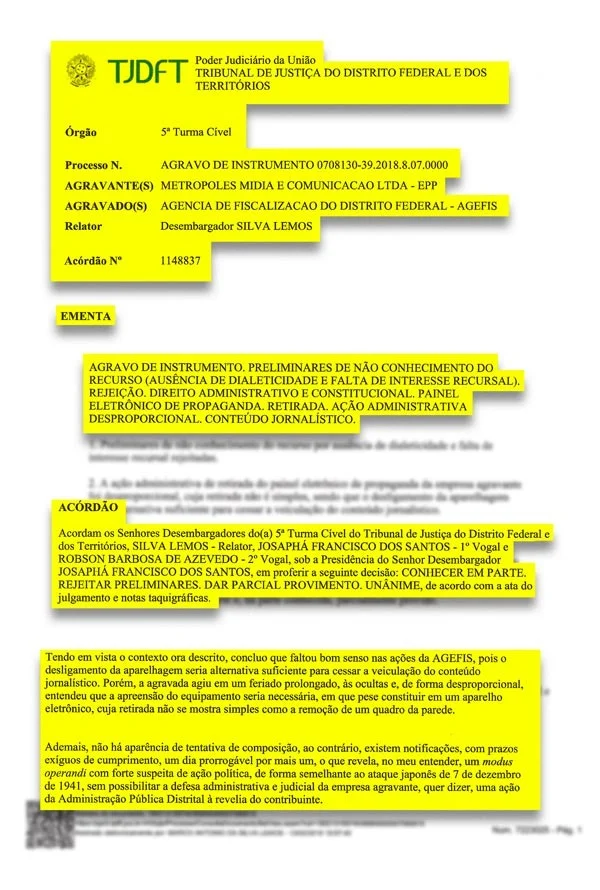
Decisão do TJDFT sobre o caso do Painel Digital

No dia 8 de fevereiro de 2018, lançou um painel de LED na sua sede, no Setor Bancário Sul. Com 246 metros quadrados e 22 metros de altura, o painel era o maior painel digital de alta resolução no Brasil. Porém, no dia 3 de junho de 2018, após uma autorização judicial, o governador Rodrigo Rollemberg mandou retirar o painel. De acordo com o Metrópoles e outras mídias digitais, a ação seria uma tentativa de censura ao jornal, visto que o grupo de comunicação criticava publicamente a gestão do governador.
Dez meses após a Agência de Fiscalização do Distrito Federal (Agefis) – agora DF Legal – derrubar o painel luminoso pertencente ao Metrópoles, a empena localizada no Lote 17 do Setor Bancário Sul (SBS) voltou a funcionar.
Em 14 de fevereiro de 2019, a 5ª Turma do Tribunal de Justiça do Distrito Federal e dos Territórios (TJDFT) decidiu, por unanimidade, que o equipamento deveria ser devolvido ao Metrópoles Mídia e Comunicação, empresa proprietária do engenho. O painel, com dimensão de 253,44 metros quadrados, encontrava-se confiscado em galpão da Agefis, no Setor de Indústria e Abastecimento (SIA) desde o dia em que foi desligado.

Em seu voto, o desembargador-relator, Marco Antônio da Silva Lemos, indicou que a ação da Agefis teve motivações políticas. “Existem notificações, com prazos exíguos de cumprimento, o que revela, no meu entender, um modus operandi com forte suspeita de ação política, de forma semelhante ao ataque japonês de 7 de dezembro de 1941, sem possibilitar a defesa administrativa e judicial da empresa agravante (o Metrópoles), quer dizer, uma ação da Administração Pública Distrital à revelia do contribuinte”, escreveu Silva Lemos em sua decisão.

## Apuração do caso do desvio dos aposentados e pensionistas
O Metrópoles foi o primeiro veículo de imprensa a apurar o caso do desvio bilionário dos aposentados que ficou conhecido como "Farra do INSS" ou "Aposentão", e fez uma série de apurações como uma entrevista com um ex-diretor de benefícios que deu informações sobre o envolvimento no esquema de Antonio Carlos Camilo Antunes, conhecido como "Careca do INSS".